# Trzcianka (gromada w powiecie trzcianeckim)
Trzcianka – dawna gromada, czyli najmniejsza jednostka podziału terytorialnego Polskiej Rzeczypospolitej Ludowej w latach 1954–1972.
Gromady, z gromadzkimi radami narodowymi (GRN) jako organami władzy najniższego stopnia na wsi, funkcjonowały od reformy reorganizującej administrację wiejską przeprowadzonej jesienią 1954 do momentu ich zniesienia z dniem 1 stycznia 1973, tym samym wypierając organizację gminną w latach 1954–1972.
Gromadę Trzcianka z siedzibą GRN w mieście Trzciance (nie wchodzącym w skład gromady) utworzono 1 stycznia 1960 w powiecie trzcianeckim w woj. poznańskim z obszarów zniesionych gromad: Łomnica, Nowa Wieś, Niekursko i Smolarnia w tymże powiecie.
W 1965 gromada miała 23 członków GRN.
1 stycznia 1970 do gromady Trzcianka włączono 1.081,8317 ha z miasta Trzcianka w tymże powiecie, natomiast 10,2846 ha (część wsi Straduń) z gromady Trzcianka włączono do miasta Trzcianka.
Gromada przetrwała do końca 1972 roku, czyli do kolejnej reformy gminnej. 1 stycznia 1973 w powiecie trzcianeckim reaktywowano zniesioną w 1954 roku gminę Trzcianka (od 1999 w powiecie czarnkowsko-trzcianeckim w woj. wielkopolskim).